# Перспектива (фільм)
Перспектива — американо-канадська фантастична драма 2018 року. Режисери Крістофер Колдуелл та Зік Ерл. Продюсери Ден Багойєн і Гаррік Діон Скотт Гласголд. Автори сценарію Крістофер Колдуелл й Зік Ерл. Прем'єра відбулася 5 березня 2018 року на South by Southwest.

## Про фільм
Головна героїня разом із своїм батьком вирушає на віддалену планету в пошуках скарбу. Однак виявляється, що не тільки вони полюють за дорогоцінними каменями. Оскільки інші претенденти на скарби не мають наміру ділитися, головним героям доводиться боротися не тільки за багатства — але і за свої життя.

## Знімались
| Актор          | Роль   |
| -------------- | ------ |
| Софі Тетчер    | Сі     |
| Джей Дюпласс   | Деймон |
| Педро Паскаль  | Езра   |
| Люк Пітцрік    | Другий |
| Артур Деранло  | Фар    |
| Андре Ройо     | Оруф   |
| Алекс Макколі  | Бахр   |
| Дуг Доусон     | Нешір  |
| Кріста Джонсон | Галі   |
| Шейла Ванд     | Інумон |
| Анван Гловер   | Міккен |